# Luis Muñoz Marín nemzetközi repülőtér
A Luis Muñoz Marín nemzetközi repülőtér (IATA: SJU, ICAO: TJSJ) Puerto Rico egyik nemzetközi repülőtere, amely Carolina közelében található. Éves utasforgalma 10 310 990 fő (2022). Üzemeltetője az Aerostar Airport Holdings.

## Légitársaságok és úticélok
2023-ban a Luis Muñoz Marín nemzetközi repülőtérről az alábbi járatok indulnak:

### Személy
| Légitársaság           | Célállomások | Refs   |
| ---------------------- | --- | ------ |
| Air Canada Rouge       | Szezonális: Montréal–Trudeau, Toronto–Pearson | [ 2 ]  |
| Air Transat            | Szezonális: Montréal–Trudeau, Toronto–Pearson | [ 3 ]  |
| American Airlines      | Charlotte, Chicago–O'Hare, Dallas/Fort Worth, Miami, Philadelphia | [ 4 ]  |
| Avelo Airlines         | New Haven (CT), Wilmington (DE) (mindkettő 2023 november 15-től) | [ 7 ]  |
| Avianca                | Bogotá Szezonális: Medellín–JMC (2023. december 1-től) | [ 9 ]  |
| Cape Air               | Culebra, Mayagüez, St. Croix (2023 december 15-től újra), St. Thomas, Tortola, Vieques, Virgin Gorda | [ 11 ] |
| Copa Airlines          | Panama City–Tocumen | [ 12 ] |
| Delta Air Lines        | Atlanta, Boston, Detroit, Minneapolis/St. Paul, New York–JFK | [ 13 ] |
| Frontier Airlines      | Atlanta, Baltimore, Chicago–Midway, Cleveland, Dallas/Fort Worth, Hartford, Miami, Orlando, Philadelphia, Punta Cana, Raleigh/Durham, St. Thomas, Santo Domingo–Las Américas, Tampa Szezonális: Cancún, Jacksonville (FL)  | [ 14 ] |
| Iberia                 | Madrid | [ 15 ] |
| InterCaribbean Airways | Tortola | [ 16 ] |
| JetBlue                | Boston, Fort Lauderdale, Hartford, Newark, New York–JFK, Orlando, Punta Cana, Raleigh/Durham, St. Thomas, Santo Domingo–Las Américas, Tampa, Washington–National                                                           | [ 17 ] |
| Silver Airways         | Anguilla, Antigua (2023 november 16-tól újra), Dominica–Douglas-Charles, La Romana (2023 november 16), Puerto Plata (2023. december 9), St. Croix, St. Kitts, St. Maarten, St. Thomas, Santiago de los Caballeros, Tortola | [ 19 ] |
| Southwest Airlines     | Baltimore, Chicago–Midway, Fort Lauderdale, Houston–Hobby, Nashville, Orlando, St. Louis, Tampa Szezonális: Austin (2024. március 9-től)                                                                                   | [ 21 ] |
| Spirit Airlines        | Atlanta, Baltimore, Boston, Chicago–O'Hare, Dallas/Fort Worth, Detroit, Fort Lauderdale, Hartford, Miami, Newark, Orlando, Philadelphia, Tampa                                                                             | [ 22 ] |
| Sun Country Airlines   | Minneapolis/St. Paul | [ 23 ] |
| Tradewind Aviation     | St. Barthélemy, Virgin Gorda (2023 november 16-tól) Szezonális: Anguilla | [ 25 ] |
| United Airlines        | Chicago–O'Hare, Denver (2023 október 29-től), Houston–Intercontinental, Newark, Washington–Dulles | [ 27 ] |
| WestJet                | Szezonális: Toronto–Pearson | [ 28 ] |

### Cargo
| Légitársaság           | Célállomások |
| ---------------------- | --- |
| ABX Air                | Miami, Port-au-Prince                                                                                                |
| Air Cargo Carriers     | Aguadilla, Antigua, Dominica–Douglas-Charles, St. Croix, St. Thomas, Tortola                                         |
| Air Canada Cargo       | Bogotá, Toronto–Pearson                                                                                              |
| Air Sunshine           | Anguilla, Dominica–Douglas–Charles, Nevis, St. Maarten, St. Thomas, Tortola, Vieques, Virgin Gorda                   |
| Amazon Air             | Charlotte, Richmond, Tampa                                                                                           |
| Ameriflight            | Aguadilla, Aruba, Barbados, Dominica–Douglas-Charles, St. Croix, St. Kitts, St. Lucia–Vigie, St. Maarten, St. Thomas |
| Amerijet International | Brüsszel, Miami, Newark, Ontario (CA), Orlando Szezonális: Memphis                                                   |
| Cargolux               | Atlanta, Luxembourg                                                                                                  |
| Cargolux Italia        | Milan–Malpensa |
| Contract Air Cargo     | Antigua |
| DHL Aero Expreso       | Panama City–Tocumen                                                                                                  |
| DHL Aviation           | Cincinnati |
| FedEx                  | Bogotá, Memphis, Miami                                                                                               |
| FedEx Feeder           | Antigua, Pointe-à-Pitre, St. Croix, St. Kitts, St. Maarten, St. Thomas, Tortola                                      |
| Northern Air Cargo     | Miami, Paramaribo |
| Swift Air Cargo        | Miami |
| United Parcel Service  | Jacksonville, Louisville, West Palm Beach                                                                            |

## Forgalom
Az utasforgalom az elmúlt években az alábbi módon változott:
| Utasok száma | 4 091 827 | 8 347 119 | 8 569 622 | 9 037 134 | 8 437 604 | 8 373 679 | 9 447 862 | 9 684 227 | 10 310 990 | 12 197 553 |
|              | 2012      | 2013      | 2014      | 2016      | 2017      | 2018      | 2019      | 2021      | 2022       | 2023       |

## Futópályák
A repülőtér futópályái:
- 08/26 (10 400 ft, 200 ft, aszfalt)
- 10/28 (8016 ft, 150 ft, beton)